# Strandstuvikens naturreservat
Strandstuvikens naturreservat är ett naturreservat i Nyköpings kommun, vid Södermanlandskusten  mellan Nyköping och Oxelösund.
Reservatet är en av Sörmlands värdefullaste rastlokaler för flyttfåglar. Området består av vidsträckta långgrunda havsvikar mellan utskjutande smala uddar. In mot land vidtar skogsområden med tallskogar och ekhagar.
Naturreservatet ingår i det Europeiska nätverket (Natura 2000).

## Webbkällor
- Länsstyrelsen Södermanlands län

1. 1 2 3 4 5  Skyddade områden, naturreservat, 18 december 2015, läs onlineläs online, läst: 20 januari 2017.[källa från Wikidata]
2. ↑  Skyddade områden, naturreservat, 25 februari 2020, läs onlineläs online, läst: 25 februari 2020.[källa från Wikidata]
3. ↑  Skyddade områden, naturreservat, 25 februari 2020, läs onlineläs online, läst: 25 februari 2020.[källa från Wikidata]